# Callimetopus longicollis
Callimetopus longicollis är en skalbaggsart som först beskrevs av Schwarzer 1931.  Callimetopus longicollis ingår i släktet Callimetopus och familjen långhorningar.
Artens utbredningsområde är Filippinerna. Inga underarter finns listade.